# Christian Moritz von Königsegg-Rothenfels

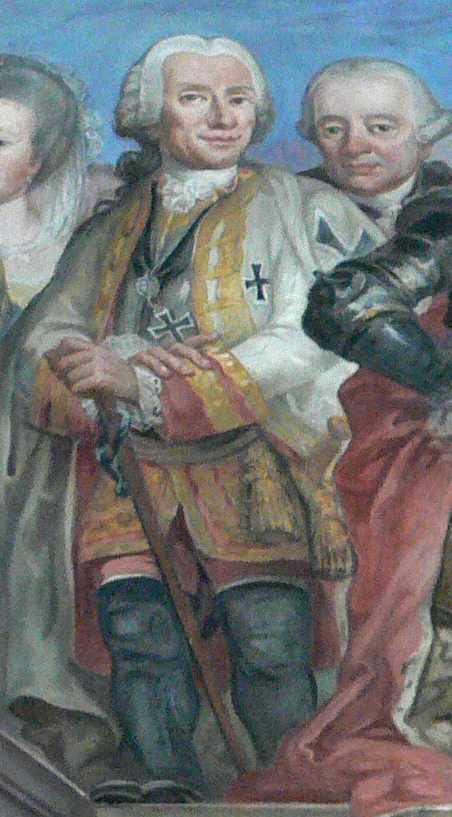
Christian Moritz von Königsegg-Rothenfels – Deckengemälde in der Pfarrkirche Wurzach

Graf Christian Moritz Eugen (auch Christian Mauritius Eusebius) von Königsegg-Rothenfels (* 24. November 1705; † 21. Juli 1778 in Wien) war ein kaiserlicher Feldmarschall, Ritter des deutschen Ordens der Kommende Altshausen, Landkomtur der Ballei Elsass und Burgund in Altshausen und Komtur zu Holzkirchen.
Er entstammte dem Geschlecht der Königsegg und war Sohn des regierenden Grafen Albert Eusebius von Königsegg-Rothenfels (* 4. Januar 1669; † 23. Mai 1736) und Clara Philippina Felicitas Gräfin von Manderscheid und Blankenheim  (* 17. September 1667; † 17. August 1751) und ein Neffe des Feldmarschalls Joseph Lothar von Königsegg-Rothenfels. Christian von Königsegg ist mit seinen Brüdern Karl Ferdinand, Franz Hugo und Maximilian Friedrich auf einem Königsegg-Taler von 1759 abgebildet.
Graf Christian Moritz von Königsegg  ging schon früh in den Militärdienst und stieg im Regiment seines Onkels bis zum Oberst auf. 1734 wurde er in der Schlacht bei Guastalla verwundet. Er kämpfte in den Türkenkriegen und im Österreichischen Erbfolgekrieg. Nach dem Frieden von Aachen wurde er Feldzeugmeister und kaiserlicher Gesandter am kurkölnischen Hof in Bonn. Im Siebenjährigen Krieg kämpfte er in Böhmen und wurde 1757 im Gefecht bei Reichenberg geschlagen. Dennoch wurde er 1758 zum kaiserlichen Feldmarschall ernannt. Im selben Jahr wurde er zum Landkomtur der Ballei Elsass-Burgund gewählt und zog nach Altshausen. Im barocken Schloss entfaltete er eine prächtige Hofhaltung, welche jedoch die Finanzen so stark belastete, dass der Ballei der Bankrott drohte.
Ende November 1774 zog er, nachdem er in Altshausen aus der Position des Landkomturs gedrängt worden war, mitsamt seinem 16-köpfigen Orchester und großer Dienerschaft in die Residenz seines Großneffen Fidel Anton von Königsegg-Rothenfels nach Immenstadt im Allgäu. Hier ließ er die Haupträume des Stadtschlosses mit fast königlicher Pracht ausschmücken und eine gräfliche Reitschule erbauen. 1776 verließ er Immenstadt und ging nach Wurzach.